# 青森市立浜館小学校
青森市立浜館小学校（あおもりしりつ はまだてしょうがっこう）は、青森県青森市にある公立小学校。学区は青森市の新興住宅地である。

## 基礎情報
- 所在地 - 田屋敷字下り松17

## 沿革
- 1885年（明治18年）4月13日 - 浜館字見取7番地に浜館小学創立。
- 1886年（明治19年） - 浜館簡易小学校に改称。
- 1893年（明治26年）1月13日 - 浜館尋常小学校に改称。
- 1899年（明治32年）11月15日 - 新校舎落成式挙行。
- 1904年（明治37年）6月20日 - 浜館農業補習学校併設。
- 1910年（明治43年）1月 - 田屋敷字下り松17番地（現在地）に移転。
- 1916年（大正5年） 1月 - 戸山地区に冬季分教場開設。
- 1924年（大正13年）3月 - 沢山地区に冬季季節分教場開設。
- 1928年（昭和3年）4月1日 - 高等科を併置し、浜館尋常高等小学校に改称。
- 1933年（昭和8年）
  - 4月1日 - 校舎増改築のため、駒込・戸山・松森・浜館旧校舎などに分散して、授業実施。
  - 7月5日 - 校舎増改築落成式挙行。
- 1934年（昭和9年）7月3日 - 創立50周年記念式典挙行。
- 1938年（昭和13年）6月1日 - 校歌制定。
- 1941年（昭和16年）4月1日 - 国民学校令により、浜館国民学校に改称。
- 1946年（昭和21年）
  - 10月21日 - 校章制定。
  - 10月31日 - 沢山分校が通年制となる。
  - 11月21日 - 沢山分校にて、通年制分校としての開校式挙行。
- 1947年（昭和22年）4月1日 - 新学制施行により、浜館村立浜館小学校に改称。高等科廃止。高等科生は、筒井中学校へ移籍。
- 1950年（昭和25年）5月1日 - 田代平分校設置。
- 1955年（昭和30年）1月15日 - 浜館村が青森市に合併されたことにより、青森市立浜館小学校に改称。
- 1964年（昭和39年）9月1日 - 梨ノ木平分校設置。同日から、田代平分校が、筒井小学校の分校となる。
- 1968年（昭和43年）7月15日 - 水泳プール竣工。
- 1972年（昭和47年）
  - 3月31日 - 梨ノ木平分校廃止。
  - 11月1日 - 梨ノ木平に季節分校開校。
- 1975年（昭和50年）
  - 3月31日 - 梨ノ木平季節分校廃校。
  - 11月9日 - 創立90周年記念式典挙行。同日、校旗も制定。
- 1981年（昭和56年）8月3日 - 校舎竣工移転。
- 1982年（昭和57年）12月5日 - 校舎改築落成記念式典挙行。
- 1983年（昭和58年）3月31日 - 沢山分校廃校。
- 1985年（昭和60年）11月13日 - 創立100周年記念式典挙行。
- 1988年（昭和63年）4月1日 - 特殊教室と図工室を普通教室に改造。
- 1989年（平成元年）4月1日 - 図書室を普通教室に改造。同日、学区変更により、戸山西小学校に児童13名を転籍。
- 1990年（平成2年）4月1日 - 11学級編制実施により、図書室を復旧。
- 1994年（平成6年）4月1日 - 12学級編制実施により、図書室を普通教室に再改造。

## 学区
- 浜館、田屋敷、古館字大柳、戸山(字安原、字宮崎、字赤坂の一部、字荒井の一部)、駒込(字見吉、字前田、字月見野の一部、字桐ノ沢の一部、字蛍沢の一部)、小柳字桂、虹ケ丘1丁目、虹ケ丘2丁目、浜館1～6丁目、古館1丁目

## アクセス
- 青い森鉄道東青森駅（出入口2）から、徒歩約1.5km・約23分
- 青森市営バス「商業高校通り」バス停より
  - 流通団地・戸山団地・月見野霊園方面行のりばから、徒歩約340m・約5分。
  - 青森駅・東部営業所方面行のりばから、徒歩約380m・約6分。

## 参考資料
- 『青森県教育史 別巻』（青森県教育委員会・1973年12月20日発行）「学校沿革 小学校」701頁～702頁「浜館小学校」
- 『新青森市史 別編教育(別巻) 年表・学校沿革』（青森市・2000年3月発行）「学校沿革 （一）小学校」185頁～186頁「浜館小学校 変遷」